# Lithospermum parviflorum
Lithospermum parviflorum är en strävbladig växtart som beskrevs av Weakley, Witsell och D.Estes. Lithospermum parviflorum ingår i släktet stenfrön, och familjen strävbladiga växter. Inga underarter finns listade i Catalogue of Life.